# Madonne-et-Lamerey
Madonne-et-Lamerey es una comuna francesa situada en el departamento de Vosgos, en la región de Gran Este.

## Demografía
| 464 | 441 | 401 | 404 | 375 | 384 | 405 |
| Para los censos de 1962 a 1999 la población legal corresponde a la población sin duplicidades (Fuente: INSEE [Consultar]) |     |     |     |     |     |     |